# Oroato de magnesio
El Oroato de magnesio es una sal compuesta de magnesio, se trata de una sal del ácido orótico. Esta sal se emplea como un suplemento dietético quelado del mineral magnesio. Las cantidades de este oroato admisibles para su ingesta pueden variar entre los 200 mg/día a 600 mg/día.

## Ventajas
Se han descubierto algunas ventajas en enfermos con enfermedades de corazón. En combinación con la práctica de ejercicio moderado reduce la presión isquémica.